# Chó không lông Xoloitzcuintle
Chó không lông Xolo hay còn gọi là chó không lông Xoloitzcuintli hay còn gọi là chó Xolo (tiếng Mễ: zoʊloʊ.iːtsˈkwiːntli/ ZOH-loh-eets-KWEENT-lee) là loài chó cảnh có nguồn gốc từ vùng Trung Mỹ ở Mexico, không chỉ kỳ lạ vì làn da không có lông mà còn ở cái cổ dài, tai dơi, mắt tròn và cơ thể bóng như mỡ. Chúng đã tồn tại từ rất lâu đời và có xuất xứ từ Mêxicô. Thậm chí chó Xolo còn được những người Aztecs cổ đại tôn làm con vật thiêng. Vì là loài chó này không thuần chủng, chó Xolo khỏe mạnh hơn chó thường khác. Tuy nhiên loài chó này luôn phải tránh ánh nắng mặt trời và cần tắm táp thường xuyên để tránh bị cháy da hay mụn nhọt.

## Trong văn hóa
Người Mêhicô cổ nuôi những con chó chuyên để làm bạn đồng hành và dẫn đường cho những người chết sang thế giới bên kia. Người ta chôn cùng người chết một con chó màu sư tử (màu lửa) để hộ vệ người quá cố. Cũng như Xolotl, chó thần đã từng hộ vệ Mặt Trời trong cuộc du hành dưới lòng đất. Chòm sao thứ 13 và là cuối cùng trong chòm sao Hoàng đạo Mêhicô là chòm sao Chó, nó dẫn dắt đến những ý niệm về sự chết, sự cáo chung, về thế giới dưới đất nhưng đồng thời cũng về sự khởi đầu, sự đổi mới. Tại Goatêmala, những người da đỏ Lacandon vẫn đặt ở bốn góc mộ của họ bốn tượng chó nhỏ bằng lá cọ.